# Cas Pelicot
El cas Pelicot és un cas judicial occità, a l'Estat francès, en el qual 51 homes foren acusats de violar la mateixa dona, Gisèle Pelicot, drogada sense el seu coneixement pel seu marit, Dominique Pelicot, també implicat en les violacions. Els fets van tenir lloc del juliol de 2011 a octubre de 2020 a la comuna de Masan (Valclusa). El judici començà el 2 de setembre de 2024 i acabà el 16 de desembre del mateix any amb sentència de culpabilitat per tots els acusats.
El setembre de 2020, Dominique Pelicot, llavors de 67 anys, va ser detingut en un supermercat de Carpentras després de filmar l'entrecuix d'unes clientes per sota les faldilles sense el seu consentiment. En la investigació l'equip informàtic de la policia va descobrir diversos fitxers emmagatzemats per Dominique els quals intercanviava en un lloc de cites anomenat coco.gg. A més d'intercanviar els fitxers, convidava a qualsevol a violar la seva dona, la qual es trobaria sota l'efecte de grans dosis de lorazepam, i convidava desconeguts a veure vídeos d'aquestes violacions.
A l'ordinador confiscat, els investigadors van descobrir 20.000 fotografies i vídeos amb títols tan explícits com «ABUS /nuit du 09 06 2020 avec charly 6eme fois», i així es determinaren que els fets van succeir des del juliol de 2011 a l'octubre de 2020, comptant 92 violacions a la víctima, que van tenir lloc a Masan al dormitori de la parella. La dona, Gisèle, casada amb Dominique Pelicot durant uns cinquanta anys, no recordava cap dels fets per la submissió química i va descobrir que era víctima en el moment de la investigació.

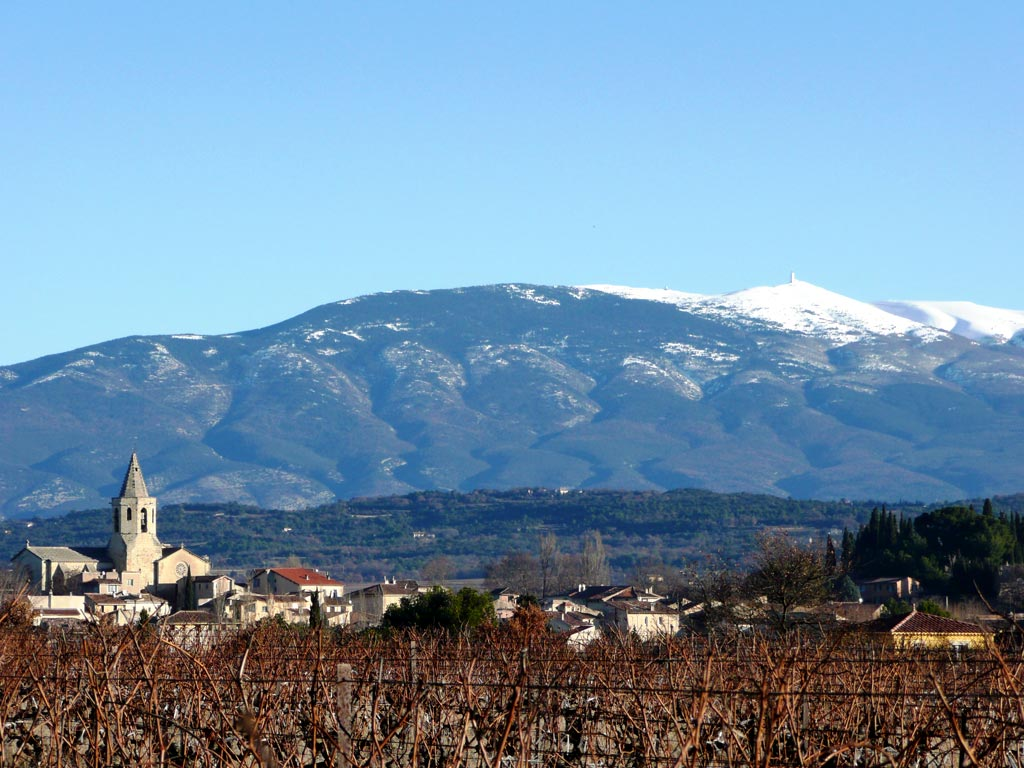
Panoràmica de Masan.

La policia va descobrir que la filla gran de la parella també apareixia inconscient i amb roba interior en determinades imatges. Dominique Pelicot també va filmar les seves fillastres sense que elles ho sabessin i va emetre els vídeos al mateix lloc web.
L'abril de 2022, Caroline Darian, la filla de l'acusat i de la víctima, va publicar un llibre Et j'ai cessé de t'appeler Papa publicat per Jean-Claude Lattès.

## Perfil de la víctima
Anomenada amb el pseudònim de Françoise P. per la premsa, abans d'aparèixer obertament sota el seu nom real durant el judici, Gisèle Pelicot seria presentada com a dona d'uns setanta anys, casada amb Dominique Pelicot. Durant molts anys, es va queixar de dolor ginecològic, absències i fatiga. El posterior descobriment dels maltractaments comès sobre ella mentre estava inconscient li van causar un trauma psicològic greu, segons un psiquiatre que la va examinar. I acabaria sol·licitant el divorci de Dominique i també l'abandonà.

## Perfils dels acusats
Entre 2011 i 2020, es van cometre 92 incidents de violació contra la mateixa víctima. La policia va comptabilitzar 83 violadors potencials, entre els quals se'n van identificar 51, més el marit de la víctima. Tots van ser arrestats durant unes deu onades d'arrestos i després empresonats. Aquests eren homes «ordinaris» d'entre 26 i 73 anys, tots procedents de la mateixa regió que la parella. Alguns estaven jubilats, altres exerceixen diverses professions i funcions, algunes d'elles d'interès públic com: bomber, militar, guàrdia de presons, regidor municipal, etcètera. Diversos d'ells ja havien estat condemnats per violència domèstica o violació. Durant la investigació es van trobar grans quantitats d'imatges de pornografia infantil.

## Perfil de Dominique Pelicot
Dominique Pelicot nascut l'any 1952 i pare de tres fills va treballar durant molt de temps a EDF i en el sector immobiliari. Compartia una existència aparentment tranquil·la amb Gisèle, la seva dona des del 1973. Aleshores, junts, configuraven una vida matrimonial que semblava, a tothom, força normal.

## Judici
La fiscalia d'Avinyó exigí la remissió al tribunal penal de Vaucluse per violació agreujada. El judici es va obrir el 2 de setembre de 2024 i està previst que duri fins al 20 de desembre del mateix any.
A l'obertura del judici, el fiscal general demanà que fos a porta tancada, però la víctima s'hi oposà i finalment el tribunal penal optà després de deliberar per la publicitat del procediment.
El 19 de desembre de 2024 Dominique Pelicot i la resta d’encausats foren declarats culpables.

## Casos judicials anteriors

### Violació i assassinat de Sophie Narme el 1991
Un cas semblant fou el que succeí el 14 d'octubre de 2022, per la violació seguida de l'assassinat no resolt de Sophie Narme, de 23 anys, el desembre de 1991 a París, que presentà diversos elements de semblança. Violació que Dominique en negà els fets.

### Intent de violació el 1999
L'ADN pres en un dels casos, coincidí amb l'ADN trobat sota la sabata de l'Estella B., una jove agent immobiliària de 19 anys, víctima d'una agressió l'11 de maig de 1999 a Villeparisis. Dominique Pelicot, que inicialment negà els fets, els acabà reconeixent, ja que el mateix ADN era en altres dones. Acabaria sent acusat per l'atac a Estella.

### Agressions sexuals el 2020
La investigació també revelà que Dominique Pelicot ja va ser detingut l'any 2020 per haver filmat els entrecuixos de les dones sota les faldilles sense el seu consentiment, en un supermercat. En aquesta ocasió se li prengué una mostra d'ADN.

## Llista d'acusats coneguts

### Principal acusat
- Dominique Pelicot, marit de la víctima, 71 anys

### Altres homes acusats de violació
1. Charly Arbo, treballador temporal[18][19]
2. Patrick Aron[20]
3. Redouane Azougagh[21][19]
4. Cyril Beaubis[22]
5. Ludovik Blemeur, botiguer[23]
6. Joseph Cocco[24][25]
7. Vincent Coullet, condemnat anteriorment per violència domèstica[26][19]
8. Jacques Cubeau[24][27][28][29]
9. Cyprien Culieras[30]
10. Abdelali Dallal[31]
11. Mahdi Daoudi[22]
12. Mathieu Dartus, 49 anys[32][33][34]
13. Dominique Davies, antic soldat convertit en conductor de camió[30]
14. Cyrille Delhille, 59 anys, treballador de la construcció[27]
15. Husamettin Dogan[34][32]
16. Omar Douiri[19]
17. Redouan El Farihu,[35] un infermer de 55 anys[33] detingut anteriorment per violència contra la seva parella
18. Nicolas François, periodista de Diari regional[28]
19. Saifeddine Ghabi[23]
20. Cedric Grassot[36]
21. Paul Grovogui[23]
22. Nizar Hamida[23]
23. Quentin Hennebert, guàrdia de la presó del Centre penitenciari Avignon-Le Pontet[31]
24. Joan Kawai, militar de primera classe[24][36][29]
25. Jean-Luc La[29]
26. Philippe Leleu[25]
27. Jean-Marc Leloup[37]
28. Christian L'Ecole, bomber[24][28][25]
29. Adrien Longeron, gerent de 34 anys, que ja havia estat condemnat a divuit anys de presó per violació i violència contra les seves antigues parelles[33][24][35]
30. Hugues Malago
31. Jean-Pierre Marechal, 63 anys,[33] qui suposadament Dominique Pélicot va formar perquè violés la seva dona de la mateixa manera amb que ho van fer a Gisèle[38][27][28]
32. Simoné Mekenese, antic caçador alpí i treballador de la construcció[35]
33. Boris Moulin[39]
34. Patrice Nicolle, 54 anys, electricista[24]
35. Hassan Oamou[23]
36. Thierry Parisis[19][29]
37. Thierry Postat[40][35]
38. Mohamed Rafaa,[23] fou empresonat anteriorment durant cinc anys per violar la seva filla
39. Florian Rocca[31]
40. Andy Rodriguez[32]
41. Lionel Rodriguez[27][19][28]
42. Didier Sambuchi[41]
43. Karim Sebaoui, expert en TI[24]
44. Gregory Serviol
45. Fabien Sotton[19][32]
46. Ahmed Tbarik[19]
47. Jean Tirano[35]
48. Romain Vandervelde,[36] portador del VIH[42]
49. Cendric Venzin[19]
50. Jérôme Vilela, antic bomber voluntari i treballador a la indústria alimentària[43][29]

### Veredicte i penes anunciades
Les penes dels 51 acusats declarats culpables en el cas de les violacions de Mazan arran de la primera sentència són:
- Dominique Pélicot, l’exmarit de Gisèle Pélicot: 20 anys de reclusió criminal amb un període de seguretat de dos terços
- Jean-Pierre Maréchal: 12 anys de reclusió criminal i seguiment sociojudicial de cinc anys
- Jacques Cubeau: 5 anys de presó, dels quals 3 amb suspensió simple. Surt en llibertat
- Cyrille Delhille: 8 anys de reclusió criminal amb ordre d'empresonament
- Lionel Rodriguez: 8 anys de reclusió criminal
- Christian L'Ecole: 9 anys de reclusió criminal
- Charly Arbo: 13 anys de reclusió criminal
- Nicolas François: 8 anys de reclusió criminal
- Philippe Leleu: 5 anys de reclusió criminal, dels quals 2 amb suspensió. Surt en llibertat
- Boris Moulin: 8 anys de reclusió criminal
- Nizar Hamida: 10 anys de reclusió criminal
- Joseph Cocco: 3 anys de presó, dels quals 2 amb suspensió. Surt en llibertat
- Mathieu Dartus: 7 anys de reclusió criminal amb ordre d'empresonament
- Fabien Sotton: 11 anys de reclusió criminal
- Joan Kawai: 10 anys de reclusió criminal
- Husamettin Dogan: 9 anys de reclusió criminal amb ordre d'empresonament ajornat
- Hugues Malago: 5 anys de presó, dels quals 2 amb suspensió. Surt en llibertat
- Andy Rodriguez: 6 anys de presó amb ordre d'empresonament
- Jean Tirano: 8 anys de presó amb ordre d'empresonament
- Thierry Postat: 12 anys de reclusió criminal, prohibició definitiva d’exercir una professió relacionada amb menors
- Redouan El Farihu: 8 anys de reclusió criminal amb ordre d'empresonament
- Simone Mekenese: 9 anys de presó amb ordre d'empresonament
- Thierry Parisis: 8 anys de presó amb ordre d'empresonament
- Adrien Longeron: 6 anys de presó amb ordre d'empresonament (retingut per una altra causa)
- Jérôme Vilela: 13 anys de reclusió criminal
- Didier Sambuchi: 5 anys de presó, dels quals 2 amb suspensió, sense ordre d'empresonament. Surt en llibertat
- Karim Sebaoui: 10 anys de reclusió criminal, prohibició definitiva d’exercir una activitat amb menors
- Vincent Coullet: 10 anys de reclusió criminal
- Jean-Marc Leloup: 6 anys de reclusió criminal amb ordre d'empresonament
- Patrick Aron: 6 anys de presó amb ordre d'empresonament ajornat. Surt en llibertat i l’ordre s'executarà en els pròxims dies
- Dominique Davies: 13 anys de reclusió criminal
- Cyprien Culieras: 6 anys de presó amb ordre d'empresonament
- Mohamed Rafaa: 8 anys de presó
- Cyril Beaubis: 9 anys de reclusió criminal amb ordre d'empresonament
- Mahdi Daoudi: 8 anys de presó
- Ahmed Tbarik: 8 anys de presó amb ordre d'empresonament
- Redouane Azougagh: 9 anys de reclusió criminal amb alteració del discerniment reconeguda
- Patrice Nicolle: 8 anys de presó amb ordre d'empresonament
- Florian Rocca: 7 anys de presó amb ordre d'empresonament
- Grégory Serviol: 8 anys de presó amb ordre d'empresonament
- Abdelali Dallal: 8 anys de presó amb ordre d'empresonament ajornat
- Jean-Luc La: 10 anys de reclusió criminal
- Quentin Hennebert: 7 anys de presó amb ordre d'empresonament
- Saifeddine Ghabi: 3 anys de presó, dels quals 2 amb suspensió. Surt en llibertat
- Paul Grovoguu: 8 anys de presó amb ordre d'empresonament
- Omar Douiri: 8 anys de presó amb ordre d'empresonament
- Romain Vandervelde: 15 anys de reclusió criminal, manteniment en detenció
- Ludovik Blemeur: 7 anys de presó amb ordre d'empresonament
- Cédric Grassot: 12 anys de reclusió criminal, prohibició d’exercir una activitat amb menors
- Cendric Venzin: 9 anys de presó amb manteniment en detenció
- Hassan Ouamou: 12 anys de reclusió criminal, jutjat en absència amb ordre de detenció mantinguda